# Gotha T57
Gotha T57 — двовісний трамвайний вагон для двостороннього руху, який виготовлявся підприємством «VEB Waggonbau Gotha» в місті Гота (Німецька Демократична Республіка). Конструкцію вагона було розроблено на основі вагона LOWA ET54.
Вагони Gotha T57 призначалися для вузькоколійних систем із шириною колії 1000 мм без розворотних кілець, тому ці вагони мали дві кабіни — в головній і хвостовій частині кузова і по дві пари розсувних дверей із електричним приводом на обох кінцях кузова. Окрім роботи в одиночному режимі ці вагони могли працювати у режимі поїзда із одним або двома причіпними безмоторними вагонами Gotha B57. При роботі у трамвайних системах без розворотних кілець моторний вагон на кінцевих перечіпляли із «голови» поїзда у його «хвіст», тому моторні і причіпні вагони були обладнані системами автозчеплювання Шарфенбега.
У багатьох містах, де на кінцевих були розворотні кільця, під час капітальних ремонтів кабіну із контролером і пультом керування в задній частині моторних вагонів демонтовували, а двері на лівій стороні кузова заварювали. У Євпаторії, щоб уникнути перечіпляння моторного вагону на кінцевих, трамвайні поїзди Gotha T57 + Gotha B57 модернізували — кабіну із контролером із хвостової частини моторного вагону перенесли до задньої частини причіпного вагону.
Початково вагон Gotha T57 був спроектований для трамвайних систем Німецької Демократичної Республіки, але оскільки в СРСР трамваї на вузьку колію не виготовлялися, то вагони закуповувалися для трамвайних господарств із шириною колії 1000 мм, зокрема для Вінниці, Житомира, Євпаторії, Львова, Миколаєва, Сімферополя та Кишинева.
Незважаючи на свій поважний вік низка трамвайних вагонів Gotha T57 досі використовується в містах Бад-Шандау, Вольтерсдорф, Наумбург (Німеччина), Євпаторія, та у селі Молочному (Україна). Також ці трамваї працюють у системах «ностальгічного» ретро-трамвая в містах Бурса та Стамбул у Туреччині. Експлуатуються у місті Арад в Румунії як екскурсійні трамваї.
На базі трамвайних вагонів Gotha T57 побудовано різноманітні службові вагони, які експлуатуються у багатьох містах Німеччини. В Україні службові вагони на базі Gotha T57 експлуатуються в Житомирі та Євпаторії. До 2008 року службовий вагон на базі Gotha T57 працював у Львові.
Майже два десятки трамваїв Gotha T57 отримали статус музейних експонатів у технічних музеях міст Німеччини.

## Лінійні пасажиські вагони
За кількістю трамвайних вагонів Gotha T57, які досі перебувають в експлуатації з пасажирами, лідерами є невеликі німецькі міста Вольтерсдорф (7 моторних вагонів і 2 причіпних Gotha B57), Бад-Шандау (5 моторних вагонів) та Наумбург (3 моторні вагони). В Україні трамвайні вагони цієї моделі як пасажирські експлуатуються у місті Євпаторія (3 моторних).

## Службові вагони
На базі вагонів Gotha T57 були побудовані службові трамваї, які досі використовуються у містах Лейпциг, Котбус, Дрезден, Франкфурт на Одері, Плауен, Гота, Хемніц, Магдебург, Цвікау, Гера та Калінінград. У Таллінні на базі кузова і візка трамвая Gotha T57 побудовано службовий трамвай з двигуном внутрішнього згоряння. В Україні працює два службові вагони на базі Gotha T57 — у Житомирі та Євпаторії.

## Музейні вагони
В Україні музейно-екскурсійний трамвай Gotha T57 із № 100 знаходиться у Вінниці. Цей вагон у 2013 році Вінницька транспортна компанія виміняла на трамвайний вагон Tatra KT4 у Євпаторії, де він працював під № 003. Також на балансі Вінницької транспортної компанії знаходиться вагон № 104 цієї ж моделі, проте він у неробочому стані.
У Німеччині вагони Gotha T57 є експонатами музеїв у Ганновері, Хемніці, Дрездені, Готі, Галле, Хальберштадті, Йєні, Лейпцигу, Нордхаузені та Цвіккау.
У Євпаторії до 100-річчя відкриття трамвайного руху вагон Gotha В57 встановлений як пам'ятник.
У Житомирі та Вінниці на базі візків та електрообладнання вагонів Gotha T57 побудовані екскурсійні ретро-вагони.